# 동수오미주

동수오미 주의 문장

동수오미 주의 위치

동수오미주(핀란드어: Itä-Suomen lääni, 스웨덴어: Östra Finlands län)는 1997년부터 2010년까지 핀란드에 존재했던 주로, 주도는 미켈리이며 면적은 48,726km2, 인구는 588,106명(2002년 기준), 인구 밀도는 12명/km2이었다. 오울루 주와 서수오미 주, 남수오미 주와 인접해 있었으며 러시아와 국경을 접하고 있었다.
1997년 9월 1일 행정 구역 개편 당시에 미켈리 주와 쿠오피오 주, 북카리알라 주를 합병하여 신설되었으며 행정부 지청은 미켈리, 요엔수, 쿠오피오에 있었다. 2010년 1월 1일 행정 구역 개편으로 인해 폐지되었다.

## 지역
동수오미 주는 다음과 같이 3개 지역으로 나뉘었다.
- 북카리알라 지역 (Pohjois-Karjalan maakunta)
- 북사보 지역 (Pohjois-Savon maakunta)
- 남사보 지역 (Etelä-Savon maakunta)